# Rua do Comércio, 11
O Edifício na Rua do Comércio nº 11, em Santa Leopoldina, é um bem cultural tombado pelo Conselho Estadual de Cultura do Espírito Santo, inscrição no Livro do Tombo Histórico sob o nº 32 a 68, folhas 4v a 7v.

## Importância
No livro "Arquitetura: Patrimônio Cultural do Espírito Santo", publicado pela Secretaria de Cultura do Espírito Santo em 2009, o edifício é descrito como uma casa do século XIX, que tem destaque por sua localização na esquina. Faz parte de um conjunto de casas na mesma rua, em Santa Leopoldina, construídas no mesmo período. Sua descrição é: "um sobrado de dois pavimentos e implantação tradicional, sobre os limites do lote, suas duas fachadas são tratadas de forma diferenciada em função do papel simbólico representado por cada uma delas. Assim, em correspondência à importância econômica e social da rua do Comércio, a fachada frontal é valorizada pela repetição de vãos de porta dispostos sobre as paredes dos dois pavimentos, e por um maior destaque aos do pavimento superior, originalmente destinado à residência de seu proprietário. Ali, além da inserção de bandeiras envidraçadas, gradis de delicado desenho protegem pequenos e estreitos balcões. Em seu conjunto, a arquitetura é aquela típica colonial, resultante da contraposição entre os vazios das portas e janelas e a opacidade de pesadas paredes erguidas em alvenaria autoportante. Arrematando a fachada frontal, em moderna solução, uma singela platibanda se eleva, escondendo a cobertura".

## Tombamento
O edifício foi objeto de um tombamento de patrimônio cultural pelo Conselho Estadual de Cultura, de número 05, em 30 de julho de 1983, Inscr. nº 32 a 68, folhas 4v a 7v. O processo de tombamento inclui quase quarenta imóveis históricos de Santa Leopoldina. No ato de tombamento, é listado como proprietário Valdemar Nickel.
O tombamento desse edifício e outros bens culturais de Santa Leopoldina foi principalmente decorrente da resolução número 01 de 1983, em que foram aprovadas normas sobre o tombamento de bens de domínio privado, pertencentes a pessoas naturais ou jurídicas, inclusive ordens ou instituições religiosas, e de domínio público, pertencentes ao Estado e Municípios, no Espírito Santo. Nessa norma foi estabelecido que, entre outros pontos:
- "O tombamento de bens se inicia por deliberação do CEC “ex-offício”, ou por provocação do proprietário ou de qualquer pessoa, natural ou jurídica, e será precedido, obrigatoriamente, de processo", ponto 3;
- "Em se tratando de bem(s) pertencente(s) a particular(es), cujo tombamento tenha caráter compulsório, e aprovado o tombamento, o Presidente do CEC expedirá a notificação de que trata o artigo 5°. I do Decreto n° 636-N, de 28.02.75, ao interessado que terá o prazo de 15(quinze) dias, a contar do seu recebimento, para anuir ou impugnar o tombamento", ponto 12.[3]

As resoluções tiveram como motivador a preservação histórico-cultural de Santa Leopoldina contra a especulação imobiliária, que levou à destruição de bens culturais à época.

## Localização
O edifício está atualmente localizado na mesma rua no número 1469.